# Vámpírakadémia
A Vámpírakadémia Richelle Mead amerikai írónő első könyve a Vámpírakadémia-sorozatból. Először az amerikai Razorbill kiadó adta ki 2007-ben, a magyar nyelvű megjelenésre 2009. november 12-én került sor.
A nagy sikerű könyvsorozat Lissa és Rose életét követi nyomon, ez utóbbi narrálásában. A kettejükről szóló történet nem csak azért különleges, mert a két barátnő a mora vámpírok és dampyrok (eredetileg: moroi és dhampir) világában élnek, hanem mert kettejük között pszichés kapcsolat van: Rose képes Lissa fejébe kerülni, így az olvasó egyszerre értesül mindkettőjük érzelmeiről, és a cselekmény is két szálon fut.
És ha mindez még nem lenne elég érdekes, a hat rész és az utána következő spin-off sorozat (Vérvonalak – Bloodlines) egy részletesen kidolgozott, precízen felépített világot teremt, ahol emberek és vámpírok élnek egymás mellett.

## Történet
|  | Alább a cselekmény részletei következnek! |

Vasilissa Dragomirt és Rosemarie Hathawayt két év bujkálás után elfogják és visszazsuppolják a Montana erdőségeinek mélyén megbúvó Szent Vlagyimir Akadémia vaskapui mögé. A vámpíriskola a mora uralkodói családok és dampyr testőreik számára szolgál oktatóhelyül. Lissa a vérre – viszonylag konszolidáltan – szomjazó mora vámpírok egyik nagytiszteletű családjának egyetlen leszármazottja
és túlélője; Rose, aki életét tette fel legjobb barátnője védelmezésére, a dampyr testőrtanoncok sorát erősíti. A vaskapukon kívül a vérszomjas, élőhalott vámpírok, a strigák lesik az alkalmat, hogy elvegyék életüket, és magukhoz hasonlóvá tegyék őket. A kapukon belül sem veszélytelen azonban az életük: Lissa különleges mágikus képességei legalább annyira megkeserítik a mindennapjaikat, mint a mindkettőjüket megkísértő tiltott szerelem.
|  | Itt a vége a cselekmény részletezésének! |

## Filmbeli szereposztás
| Szereplő           | Színész          | Magyar hang     |
| ------------------ | ---------------- | --------------- |
| Rosemarie Hathaway | Zoey Deutch      | Csuha Bori      |
| Vasilissa Dragomir | Lucy Fry         | Gáspár Kata     |
| Dimitrij Belikov   | Danila Kozlovsky | Makranczi Zalán |
| Christian Ozera    | Dominic Sherwood | Előd Álmos      |
| Viktor Daskov      | Gabriel Byrne    | Jakab Csaba     |
| Natalja Daskov     | Sarah Hyland     | Pekár Adrienn   |
| Kirova igazgatónő  | Olga Kurylenko   | Ősi Ildikó      |
| Mason Ashford      | Cameron Monaghan | Czető Roland    |
| Jesse Zeklos       | Ashley Charles   | Gacsal Ádám     |
| Ralf               | Chris Mason      | Molnár Levente  |
| Mia Rinaldi        | Sami Gayle       | Lamboni Anna    |
| Szonja Karp        | Claire Foy       | Törtei Tünde    |
| Tatjana királynő   | Joely Richardson | Spilák Klára    |

## Hazai fogadtatás
Galgóczi Tamás, az ekultura.hu főszerkesztője az alábbi gondolatokkal összegezte a Vámpírakadémiát: "Ha valakinek ez az első vagy második vámpíros könyvélménye, akkor nincs nagy baj, de ha olvasta az alapvetéseket, akkor bizony lesznek problémái." Online és nyomtatott magazinok nem nagyon foglalkoztak a kiadvánnyal, a kritikák száma minimális. Ugyanakkor, a könyv a blogszféra fiatalabb közönsége körében szinte egyöntetű sikert aratott, kiemelve a vámpírtársadalom bemutatásának egy újfajta megközelítését és a karakterek szerethetőségét, részletes kidolgozottságát. Rengeteg rajongói kritika található a weben, rámutatva, hogy bár az idősebb korosztály érdeklődését nem keltette fel különösebben a Vámpírakadémia, de egy zömmel tinédzserekből álló népes olvasótáborra mégis szert tett.

## Magyarul
- Vámpírakadémia (Vampire Academy); ford. Farkas Veronika; Agave Könyvek, Bp., 2009 ISBN 978-963-9868-61-8
- Dermesztő ölelés	(Frostbite);	ford.	Farkas Veronika; Agave Könyvek, Bp., 2010 ISBN 978-963-9868-69-4
- A halál csókja (Shadow	Kiss);	ford. Farkas Veronika; Agave Könyvek, Bp., 2010	ISBN 978-963-9868-85-4
- Véreskü (Blood	Promise);	ford. Farkas Veronika; Agave Könyvek, Bp., 2010	ISBN 978-963-9868-99-1
- Örök kötelék (Spirit	Bound);	ford. Farkas Veronika; Agave Könyvek, Bp., 2011	ISBN 978-615-5049-17-0
- A végső áldozat (Last	Sacrifice);	ford. Farkas Veronika; Agave Könyvek, Bp., 2011	ISBN 978-615-5049-21-7